# Frank Elliott (ciclista)
Francis "Frank" Elliott (5 de julho de 1911 — 11 de janeiro de 1964) foi um ciclista canadense. Ele representou o Canadá nos Jogos Olímpicos de Verão de 1932, em Los Angeles.